# Вукошевац
Вукошевац је насељено место у општини Суња, у Банији, Сисачко-мославачка жупанија, Република Хрватска.

## Историја
Насеље је до распада Југославије било у саставу некадашње општине Сисак. Вукошевац се од распада Југославије до августа 1995. године налазио у Републици Српској Крајини.

## Становништво
| Националност       | 1991. | 1981. | 1971. | 1961. |
| Срби               | 109   | 133   | 159   | 218   |
| Југословени        | 10    | 16    | 27    |       |
| Хрвати             | 2     |       |       |       |
| остали и непознато | 8     | 2     |       | 1     |
| Укупно             | 129   | 151   | 186   | 219   |

| Демографија | Демографија | Демографија |
| Година      | Становника  | Становника  |
| ----------- | ----------- | ----------- |
| 1961.       | 219         |             |
| 1971.       | 186         |             |
| 1981.       | 151         |             |
| 1991.       | 129         |             |
| 2001.       | 39          |             |
| 2011.       |             | 21          |